# Together Alone (Crowded House)
Together Alone è il quarto album in studio del gruppo musicale rock australiano Crowded House, pubblicato nel 1993. Per la prima volta la band lavora con il produttore inglese Youth.

## Tracce
Edizione standard
1. Kare Kare – 3:35
2. In My Command – 3:43
3. Nails in My Feet – 3:39
4. Black & White Boy – 4:00
5. Fingers of Love – 4:26
6. Pineapple Head – 3:27
7. Locked Out – 3:17
8. Private Universe – 5:39
9. Walking on the Spot – 2:54
10. Distant Sun – 3:49
11. Catherine Wheels – 5:12
12. Skin Feeling – 3:56
13. Together Alone – 3:55

CD bonus Live edizioni territoriali
1. World Where You Live – 5:30
2. Mean to Me – 4:06
3. Sister Madly – 5:42
4. Better Be Home Soon – 3:23
5. It's Only Natural – 3:52
6. Weather with You – 5:19

## Formazione
- Neil Finn - voce, chitarre, piano, tastiere
- Paul Hester - batteria, voce, tastiere, percussioni
- Nick Seymour - basso, cori
- Mark Hart - tastiere, chitarra, mandolino, lap steel guitar, cori

## Classifiche
| Classifica    | Posizione raggiunta |
| ------------- | ------------------- |
| Australia     | 2                   |
| Canada        | 19                  |
| Nuova Zelanda | 1                   |
| Regno Unito   | 4                   |
| Stati Uniti   | 73                  |